# 역외매직서클
역외매직서클(Offshore magic circle)이란 역외 금융 센터에서 활동중인 대형 로펌들을 말한다. 매직서클은 원래 영국 런던의 최고 5대 대형로펌을 일컫는데, 여기서 이름을 따왔다.

## 구성
정확하게 어느 로펌들을 역외매직서클이라 부르는가에 대해서는, 이견이 있다.
2008년 2월 리걸 비즈니스지는 다음의 로펌들을 역외매직서클이라고 불렀다:
- Appleby
- Bedell
- Carey Olsen
- Conyers Dill & Pearman
- Harneys
- 마플레스앤캘더(Maples and Calder): 케이맨 군도의 최대 로펌, 1960년대 초반 설립, 변호사수 기준 세계최대 역외로펌이다.
- Mourant Ozannes
- Ogier
- Walkers

## 같이 보기
- 돈세탁